# Urugi
Urugi (売木村, Urugi-mura) est un village du district de Shimoina, dans la préfecture de Nagano ,au Japon.

## Géographie

### Situation
Le village d'Urugi est situé au Japon, dans l'extrême sud de la préfecture de Nagano, à la limite nord-est de la préfecture d'Aichi. Il s'étend sur environ 8,5 km du nord au sud, au pied du mont Chausu.
Près de 88 % de la superficie du village sont recouverts de forêts.

### Démographie
Au 1er janvier 2016, la population d'Urugi s'élevait à 597 habitants répartis sur une superficie de 43,5 km2.

### Municipalités voisines
| Hiraya        | Hiraya / Anan              | Anan             |
| Hiraya / Neba | Urugi(*préfecture d'Aichi) | Anan             |
| Toyone*       | Toyone*                    | Toyone* / Tenryū |

## Économie
Le village d'Urugi est essentiellement une commune agricole qui produit des légumes, diverses variétés de champignons, des fruits (pommes, myrtilles, raisin) et du riz. Il développe aussi l'exploitation forestière.

## Histoire
En 1948, le village d'Urugi devient indépendant du village de Yutaka fondé en 1889, au cours de la mise en place du nouveau système d'administration des municipalités élaboré par le gouvernement de Meiji.

## Symboles municipaux
L'arbre symbole de la municipalité d'Urugi est le hêtre du Japon, sa fleur symbole le lys du Japon et son oiseau symbole le rossignol komadori.